# Felix Maria Roehl
Felix Maria Roehl (* 28. November 1963 in Hamburg) ist Kulturmanager. 
Nach seinem Studium der Wirtschaftswissenschaften und der Musikwissenschaft an der Justus-Liebig-Universität Gießen gründete er 1993 in Regensburg zusammen mit dem Musikjournalisten und Musikverleger Theo Geißler die ConBrio Verlagsgesellschaft mbH, in der als Musikverlag u. a. die Neue Musikzeitung erscheint. 
Ab 1996 betrieb er auf Veranlassung des Komponisten Franz Hummel die Projektierung und Errichtung des Musical Theater Neuschwanstein in Füssen, in dem am 7. April 2000 das Werk Ludwig II. – Sehnsucht nach dem Paradies uraufgeführt wurde, dem ersten Musical über Leben und Sterben von Ludwig II., König von Bayern. Zu diesem Zweck gründete er zusammen mit dem Regisseur Stephan Barbarino die Ludwig Musical Projekt GmbH und später die Ludwig Musical AG, deren Vorstandssprecher Roehl bis Ende 2000 war. 
2001 und 2002 hat Roehl als Geschäftsführer der Thurn & Taxis Management GmbH & Co. KG an der Planung eines Luxushotels auf Schloss Bullachberg in Schwangau mitgewirkt, für das nach heftiger Kontroverse der Bayerische Landtag der Erteilung des Baurechts zugestimmt hat. Parallel entwickelte Roehl das Konzept für den Musik Park Bayern, der im Landkreis Günzburg entstehen soll.
Anschließend war Roehl bis Januar 2004 als Geschäftsführer für die Firmengruppe ArcusLine Entertainment und die Produktionsgesellschaft Theater mit Herz GmbH tätig, die sich an verschiedenen Entertainmentprojekten beteiligt hatten, u. a. dem Musical SalzSaga nach dem Roman Der Mann im Salz von Ludwig Ganghofer, das im Sommer 2003 in Schönau am Königssee aufgeführt wurde, einer Wanderausstellung zum Thema Schokolade, sowie dem Musical Vom Geist der Weihnacht nach der Erzählung A Christmas Carol von Charles Dickens, das zu Weihnachten 2003 in München und Oberhausen, hier mit Guildo Horn in der Rolle des Geistes, gespielt wurde.
| Personendaten    | Personendaten           |
| ---------------- | ----------------------- |
| NAME             | Roehl, Felix Maria      |
| KURZBESCHREIBUNG | deutscher Kulturmanager |
| GEBURTSDATUM     | 28. November 1963       |
| GEBURTSORT       | Hamburg                 |